# Muraste

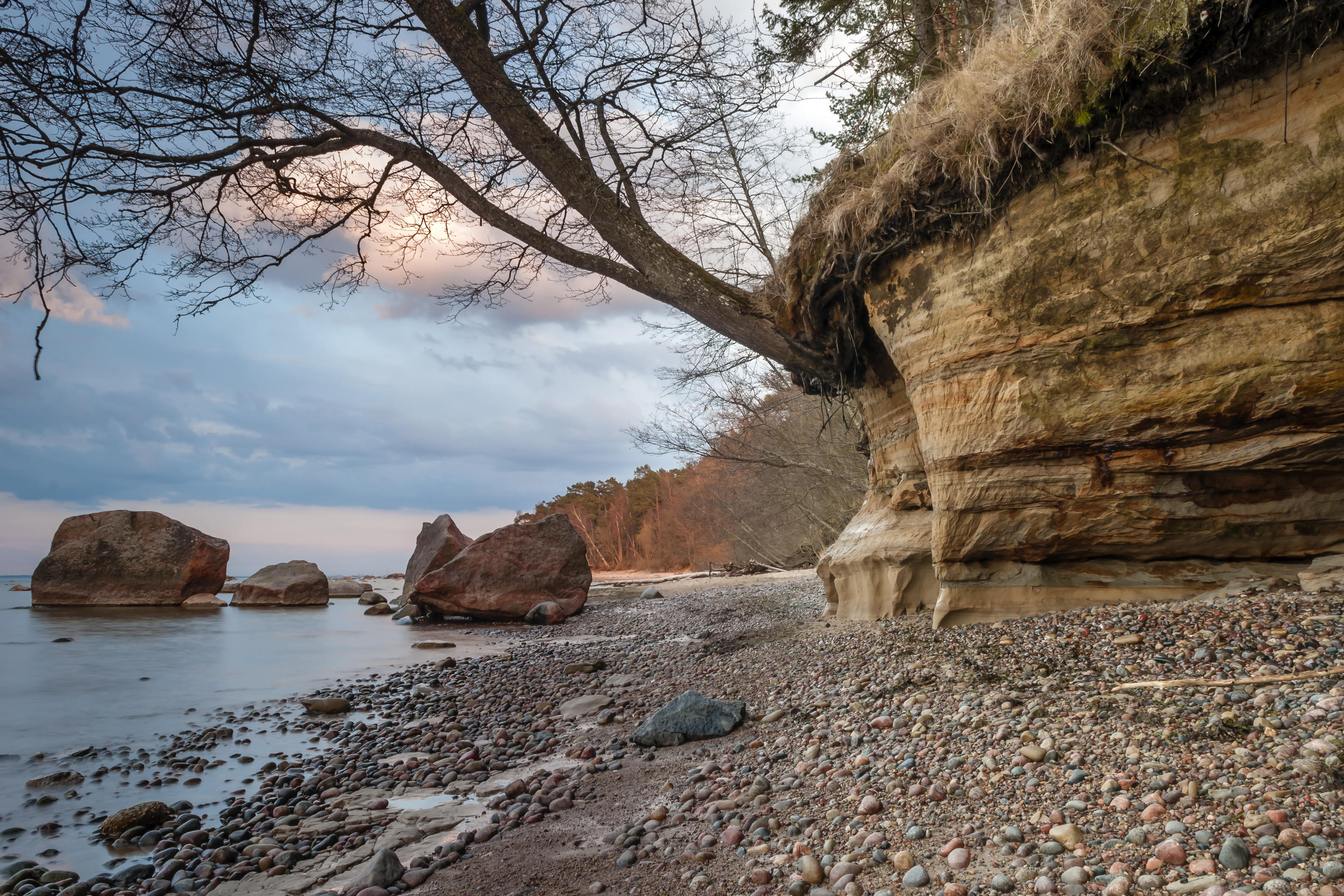
Parte de la costa sobre el mar Báltico

Muraste es una localidad del municipio de Harku, en el condado de Harju, Estonia. Tiene una población estimada, en 2020, de 1865 habitantes.
Está ubicada en el centro-norte del condado, junto a la costa del mar Báltico.